# Dzhomikhon Mukhidinov
Dzhomikhon Mukhidinov (tadjik : Ҷомихон Муҳиддинов), né le 15 avril 1976 en RSS du Tadjikistan, aujourd'hui Tadjikistan, est un joueur de football international tadjik, qui évoluait au poste d'attaquant.

## Biographie

### Carrière en sélection
Dzhomikhon Mukhidinov reçoit 32 sélections en équipe du Tadjikistan entre 2003 et 2010, inscrivant sept buts.
Il participe avec le Tadjikistan à plusieurs éditions de l'AFC Challenge Cup. En 2006, le Tadjikistan remporte la compétition en battant le Sri Lanka en finale. En 2008, le Tadjikistan est battu en finale par l'Inde. Le 7 août 2008, Dzhomikhon Mukhidinov inscrit un but lors des demi-finales contre la Corée du Nord.
Il participe également avec le Tadjikistan aux éliminatoires du mondial 2006 et aux éliminatoires du mondial 2010.

## Palmarès

### Palmarès en club
| FK Khodjent - Coupe du Tadjikistan (1) : - Vainqueur : 2001-02.                                                 |  | TadAZ Tursunzoda \| - Championnat du Tadjikistan : - Vice-champion : 2005 et 2010. - Coupe du Tadjikistan (1) : - Vainqueur : 2005. \| \| - Coupe du président de l'AFC (1) : - Vainqueur : 2005. \| |  | Parvoz Bobojon Ghafurov - Coupe du Tadjikistan (1) : - Vainqueur : 2007. |  | Vakhsh Qurghonteppa - Championnat du Tadjikistan (1) : - Champion : 2009. |
| - Championnat du Tadjikistan : - Vice-champion : 2005 et 2010. - Coupe du Tadjikistan (1) : - Vainqueur : 2005. |  | - Coupe du président de l'AFC (1) : - Vainqueur : 2005. |  |                                                                          |  |                                                                           |

### Palmarès en sélection
Tadjikistan
- AFC Challenge Cup (1) :
  - Vainqueur : 2006.
  - Finaliste : 2008.